# Stella Kramrisch
Stella Kramrisch (Nikolsburg, 1896 – Filadelfia, 1993) è stata una storica dell'arte ceca.
Laureatasi nel 1919 presso l'università di Vienna con una tesi sulla scultura nel buddhismo, si trasferì poco dopo in India, ove si convertì all'induismo. Insegnò presso l'università di Calcutta dal 1921 al 1950, pubblicando numerosi saggi e opere sull'arte religiosa indiana.
Nel 1950, dopo l'assassinio del marito in Pakistan, si trasferì negli USA, insegnando presso le università di New York e Pennsylvania.
Durante la sua permanenza in India edificò una vasta collezione di oggetti d'arte che poi donò al Philadelphia Museum of Art.

## Opere
- Untersuchungen zum Wesen der frühbuddhistischen Bildnerei Indiens. Ph. D., University of Vienna, 1919.
- The Hindu Temple, 2 vol., University of Calcutta, 1946.
- Dravida & Kerala in the Art of Travancor, 1953.
- The Art of India. Traditions of Indian sculpture, painting, and architecture, 1954.
- The Art of Nepal, 1964.
- Unknown India: Ritual Art in Tribe and Village, Philadelphia Museum of Art, 1968.
- Presence of Siva, Princeton University Press, 1981.

La presenza di Siva, traduzione di Vincenzo Vergiani, Adelphi, 1999.
- Exploring India's sacred art: Selected writings of Stella Kramrisch, 1994.